# Gareth Rees
Gareth Lloyd Rees (Duncan, 30 de junho de 1967) é um ex-jogador canadense de rugby union que jogava na posição de fullback  e abertura.
Rees atuou pelo Canadá de 1986 a 1999, com 55 jogos e 487 pontos por seu país, o que lhe é um recorde nacional. Ele foi o capitão da seleção canadense na melhor campanha dela nas Copas do Mundo de Rugby, na edição de 1991, quando a equipe conseguiu chegar às quartas-de-final. Capitaneou também as primeiras vitórias do Canadá sobre o País de Gales, em 1993, e sobre a França, em 1994. Ele possui a mais longeva carreira de um canadense na competição, tendo jogado 13 vezes e 4 mundiais.
Tal retrospecto o fez ser incluso no Hall da Fama da International Rugby Board em 2011, em ocasião onde a premiação priorizou capitães e técnicos campeões da Copa. Rees é o único canadense com este prêmio.